# Karl-Heinz Schamal

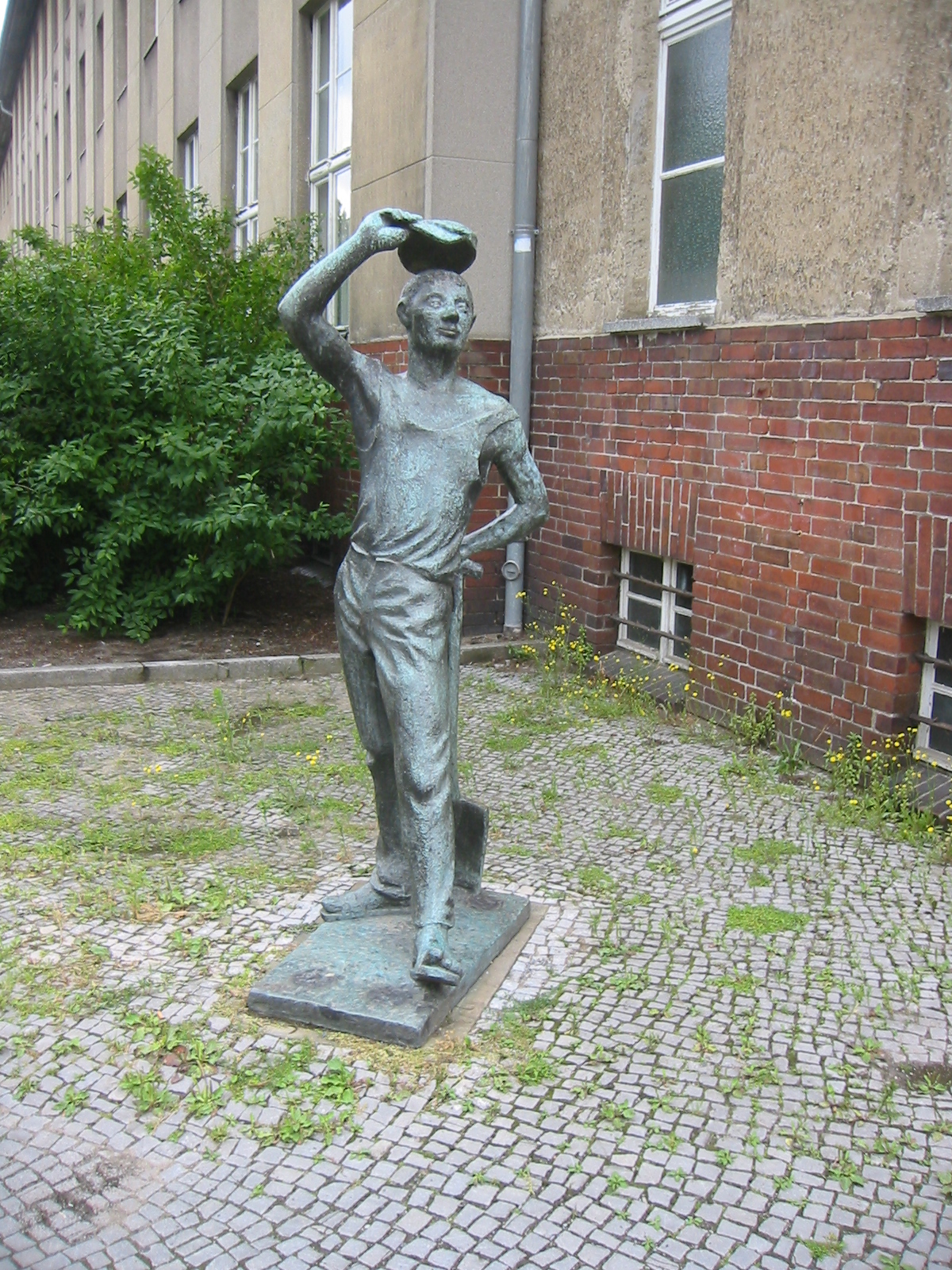
Bronzeskulptur Der Gärtner in Berlin-Baumschulenweg

Karl-Heinz Schamal (* 1. Dezember 1929 in Luxdorf, Tschechoslowakei; † 9. August 2018 in Jüterbog) war ein deutscher Bildhauer.

## Leben und Werk
Schamal absolvierte von 1943 bis 1946 eine Lehre zum Steinmetz. Von 1950 bis 1952 studierte er an der Universität der Künste Berlin bei Gustav Seitz, Bernhard Heiliger und Hans Uhlmann. Anschließend war er für drei Jahre Schüler und Mitarbeiter von Seitz, von 1957 bis 1960 Meisterschüler von Seitz und Fritz Cremer. Danach arbeitete er als freischaffender Bildhauer. Ab 1967 lehrte er an der Kunsthochschule Berlin-Weißensee, ab 1965 als Oberassistent, ab 1967 als Dozent und ab 1973 als Professor. Zu seinen Studenten gehörten unter anderen Ursula Wolf, Jürgen Kümmel, Rolf Biebl, Sonja Eschefeld, Rainer Muhrbeck, Emerita Pansowova, Alexander Sgonina und Jannulis Tembridis.
Schamal war ein Vertreter des figürlichen Stils. Sein Hauptthema waren menschliche Figuren, die er in Bronze, aber auch in Sandstein gestaltete. Seine Werke sind häufig im öffentlichen Raum zu finden.
Schamal war bis 1990 Mitglied des Verbands Bildender Künstler der DDR.

## Ehrungen
- 1977: Vaterländischer Verdienstorden in Bronze
- 1986: Kunstpreis der Stadt Leipzig
- 1988: Hans-Grundig-Medaille

## Werke (Auswahl)

### Werke im öffentlichen Raum und architekturgebundene Werke
- Krankenschwester (1952, Berlin-Friedrichshain, auf der Terrassenbrüstung des Hauses Frankfurter Allee 27, vormals Stalinallee)[4]
- Aus dem Leben heutiger Menschen (1961, Fassadenrelief des Kinos International; mit Waldemar Grzimek und Hubert Schiefelbein)
- Frauenfigur (1961, Warnemünde, Kurpark)
- Zehnkämpfer (1968, Schwedt, am Gelände des FC Schwedt 02 e.V.)
- Sitzender Schwimmer (1969, Berlin, vor dem Freibad in Berlin-Pankow)

### Weitere Werke
- Hausmusik (Relief, Gips; auf der Vierten Deutschen Kunstausstellung)[5]
- Männerkopf (Gips für Stein; auf der Fünften Deutschen Kunstausstellung)[6]
- Büste Karl Marx (Gips für Stein; auf der VI. Deutschen Kunstausstellung)[7]
- Männerkopf (Porträtbüste)[6]
- Männer-Porträt (um 1965, Porträtbüste)[8]

## Ausstellungen (unvollständig)

### Einzelausstellungen
- 1976: Berlin, Galerie im Turm
- 1982: Leipzig, Galerie Wort und Werk (mit Dietrich Burger)

### Teilnahme an zentralen und wichtigen regionalen Ausstellungen in der Zeit der DDR
- 1958, 1962/1963, 1982/1983 und 1987/1988: Dresden, Vierte und Fünfte Deutsche Kunstausstellung und IX. und X. Kunstausstellung der DDR
- 1958 und 1979: Berlin, Bezirkskunstausstellungen
- 1961: Berlin, Akademie der Künste („Junge Künstler in der DAK“)
- 1964: Berlin, Nationalgalerie („Unser Zeitgenosse“)
- 1967: Berlin, Akademie der Künste („Meisterschüler der DAK“)
- 1967, 1973 und 1975; Berlin („Plastik und Blumen“)
- 1968: Halle/Saale („Sieger der Geschichte“)
- 1970/1971: Linz, Neue Galerie der Stadt Linz, Wolfgang-Gurlitt-Museum („Berliner Bildhauer“)
- 1971: Berlin, Altes Museum („Das Antlitz der Arbeiterklasse in der bildenden Kunst der DDR“)
- 1975: Wanderausstellung „Kleinplastik und Grafik“
- 1981: Dresden („25 Jahre NVA“)
- 1985: Berlin („Musik in der bildenden Kunst“)
- 1985: Frankfurt/Oder: Bezirkskunstausstellung